# Mohamed El Gourch
Mohamed Ben Mohamed El Gourch (arab. ‏محمد بن محمد الكورش‎, ur. 11 stycznia 1936 w Casablance, zm. 21 lutego 2015 tamże) – marokański kolarz szosowy, uczestnik letnich igrzysk olimpijskich.
El Gourch reprezentował Maroko na letnich igrzyskach olimpijskich podczas igrzysk 1960 w Rzymie. Wystartował w jeździe drużynowej na czas razem z Mohamedem Ghandorą, Abdallahem Lahoucinem i Ahmedem Omarem. Marokańczycy zajęli wówczas 19. miejsce spośród 32 reprezentacji. El Gourch brał także udział w wyścigu indywidualnym ze startu wspólnego, który ukończył na 45. miejscu.
El Gourch jest rekordzistą pod względem zwycięstw w wyścigu Tour du Maroc, który wygrywał trzykrotnie w latach 1960, 1964 i 1965.
W wieku 79 lat zmarł na atak serca.